# Ephedra altissima
Ephedra altissima is een struikvormige plantensoort uit de familie (Ephedraceae). De soort komt voor op de Canarische eilanden (Tenerife) en Noord-Afrika tot in de Sahara. De struik groeit op hoogtes tussen de 10 en 700 meter veelal op rotsige kalkrijke hellingen. 